# Coelichneumon strigosus
Coelichneumon strigosus là một loài tò vò trong họ Ichneumonidae.